# Лія Еліава
Лія Еліава (груз. ლია ელიავა; *28 травня 1934, Тбілісі — †8 жовтня 1998, Тбілісі) — радянська і грузинська акторка театру і кіно. Народна артистка Грузинської РСР (1976).

## Біографія
Лія Еліава народилася 28 травня 1934 в Тбілісі.
У 1955 закінчила ГІТІС, після чого була прийнята в трупу театру ім. К.Марджанішвілі. Згодом стала акторкою академічного театру ім. Ш. Руставелі.

## Фільмографія
- 1956 — Тінь на дорозі — Ніно
- 1956 — Баши-Ачук
- 1958 — Мамелюк
- 1958 — Доля жінки
- 1958 — Син Ірістон
- 1959 — Випадок на греблі
- 1960 — Перервана пісня
- 1961 — Багаття горять
- 1964 — Діти моря
- 1967 — Скоро прийде весна
- 1967 — Місто пробуджується рано
- 1968 — Брати Сароян — Тагунов
- 1969 — Чоловічий хор
- 1969 — Кура неприборкана — Шахнігар
- 1972 — Білі камені
- 1972 — Морський вовк
- 1973 — Пригоди Лазаре
- 1974 — Нічний візит
- 1974 — Тисяча перша гастроль
- 1975 — Звук сопілки — Саялі
- 1975 — Не вір, що мене вже немає
- 1975 — Утеча вдосвіта
- 1977 — Береги
- 1977 — Сінема
- 1980 — Петля Оріона — Анна Петрівна
- 1981 — Будь здоровий, дорогий!
- 1981 — Ліричний марш
- 1982 — Абетка мудрості
- 1983 — Клятвений запис
- 1984 — Чіора
- 1984 — Блакитні гори, або Неправдоподібна історія
- 1985 — Багратіон — грузинська княжна
- 1985 — Хто четвертий?
- 1986 — Колообіг
- 1987 — Як вдома, як справи?
- 1992 — Тільки смерть приходить обов'язково

## Визнання
- Народна артистка Грузинської РСР (1976).